# Ian Barrufet
Ian Barrufet Torrebejano (Teià, 19 de mayo de 2004) es un jugador de balonmano español que juega de extremo izquierdo en el MT Melsungen. Es internacional con la selección de balonmano de España.
Fue convocado por primera vez para un gran campeonato con la selección para el Campeonato Mundial de Balonmano Masculino de 2025.
Es hijo del exbalonmanista internacional español David Barrufet.

## Palmarés

### FC Barcelona
- Liga Asobal (2): 2023, 2024
- Liga de Campeones de la EHF (1): 2024
- Supercopa Ibérica de balonmano (2): 2022, 2023
- Copa Asobal (1): 2023
- Copa del Rey de balonmano (2): 2023, 2024

## Clubes
| Club                  | País     | Año       |
| --------------------- | -------- | --------- |
| FC Barcelona          | España   | 2022-Act. |
| MT Melsungen (cedido) | Alemania | 2024-Act. |

## Estadísticas

### Selección nacional
|  | Líder del Torneo            |
|  | Incluido en el Equipo Ideal |

| Torneo              | Partidos | Ataque | Ataque | Ataque      | Ataque | Posición |
| Torneo              | Partidos | Goles  | Tiros  | Efectividad | Media  | Posición |
| ------------------- | -------- | ------ | ------ | ----------- | ------ | -------- |
| Mundial 2025        | 6        | 11     | 20     | 55%         | 1.83   | 18º      |
| Total en su carrera | 6        | 11     | 20     | 55%         | 1.83   | -        |

Actualizado a 31 de enero de 2025.